# DEB-Pokal der Frauen 2005
Das Spiel um den DEB-Pokal der Frauen 2005 fand am 19. März 2005 in Kornwestheim statt. Durch Wertung des Spieles mit 5:0 wurde der ESC Planegg/Würmtal am „Grünen Tisch“ Pokalsieger.

## Modus
Im Rahmen der Fraueneishockey-Bundesliga 2004/05 wurde eine Vorrunde in den zwei Gruppen Nord und Süd ausgetragen. Die drei Erstplatzierten nahmen anschließend weiter an Meisterschaftsspielen teil.
Die restlichen Mannschaften spielten gruppenintern eine Pokalrunde. Die beiden Gruppenersten spielten untereinander das Pokalfinale aus.

## Pokalrunde
| Gruppe Nord | Gruppe Nord    | Gruppe Nord | Gruppe Nord | Gruppe Nord | Gruppe Nord | Gruppe Nord | Gruppe Nord |
| ----------- | -------------- | ----------- | ----------- | ----------- | ----------- | ----------- | ----------- |
| Platz       | Name           | Spiele      | Siege       | Unent.      | Niederl.    | Tore        | Punkte      |
| 1.          | Grefrather EC  | 6           | 5           | 0           | 1           | 31:08       | 10:02       |
| 2.          | Hamburger SV   | 6           | 5           | 0           | 1           | 29:12       | 10:02       |
| 3.          | MERC Wild Cats | 6           | 2           | 0           | 4           | 05:11       | 04:10       |
| 4.          | GSC Moers      | 6           | 0           | 0           | 6           | 03:37       | 00:10       |

| Gruppe Süd | Gruppe Süd                   | Gruppe Süd | Gruppe Süd | Gruppe Süd | Gruppe Süd | Gruppe Süd | Gruppe Süd |
| ---------- | ---------------------------- | ---------- | ---------- | ---------- | ---------- | ---------- | ---------- |
| Platz      | Name                         | Spiele     | Siege      | Unent.     | Niederl.   | Tore       | Punkte     |
| 1.         | ESC Planegg/Würmtal          | 6          | 5          | 0          | 1          | 61:08      | 10:02      |
| 2.         | ERC Sonthofen 99             | 6          | 3          | 0          | 3          | 21:16      | 06:06      |
| 3.         | DEC Tigers Königsbrunn       | 6          | 2          | 1          | 3          | 17:25      | 05:07      |
| 4.         | EKU Mannheim Kurpfalz Ladies | 6          | 1          | 1          | 4          | 03:09      | 11:61      |

## Finale
Sportlich konnte sich erneut die Mannschaft des Grefrather EC durchsetzen. Dabei kam es jedoch nach dem Finale zwischen dem Grefrather EC und dem ESC Planegg/Würmtal zum Eklat, da die Planegger Protest gegen die Wertung des Spiels einlegten. Dem Protest wegen Unterschreitung der Mindestspielerzahl wurde stattgegeben und das Spiel mit 5:0 für den ESC Planegg/Würmtal gewertet. Beim Grefrather EC standen neben zwei Torhüterinnen nur zehn Feldspielerinnen im Aufgebot.
| 19. März 2005 20:30 Uhr | Grefrather EC L. Gradischnik (44:58) M. Thimm (PS) | 2:1 n. P. (0:0, 0:1, 1:0, 0:0, 1:0) Spielbericht | ESC Planegg/Würmtal S. Rumswinkel (31:17) | Eissporthalle, Kornwestheim Zuschauer: nicht bekannt |

## Endstand
Aufgrund des Protestes der Mannschaft aus Planegg und der Wertung des Pokalspieles wurde der DEB-Pokal erst nach dem Turnier vergeben.
| Platz | Verein              |
| ----- | ------------------- |
|       | ESC Planegg/Würmtal |
|       | Grefrather EC       |

| DEB-Pokalsieger 2005 ESC Planegg/Würmtal | Tor: Julia Schwarzmayr, Julia Zorn Abwehr: Vroni Angermeier, Katharina Düring, Jessica Hammerl, Sylvia Heyne, Betty Tatzel Sturm: Elke Wiegand, Maria Sebald, Lisa Schuster, Sandra Rumswinkel, Monika Pink, Claudia Negrisolo, Franziska Meinicke, Sophie Kratzer, Ildiko Hofbauer, Manuela Hebel |